# 卢河 (伊勒河支流)
45°18′19″N 0°58′22″E / 45.30528°N 0.97278°E

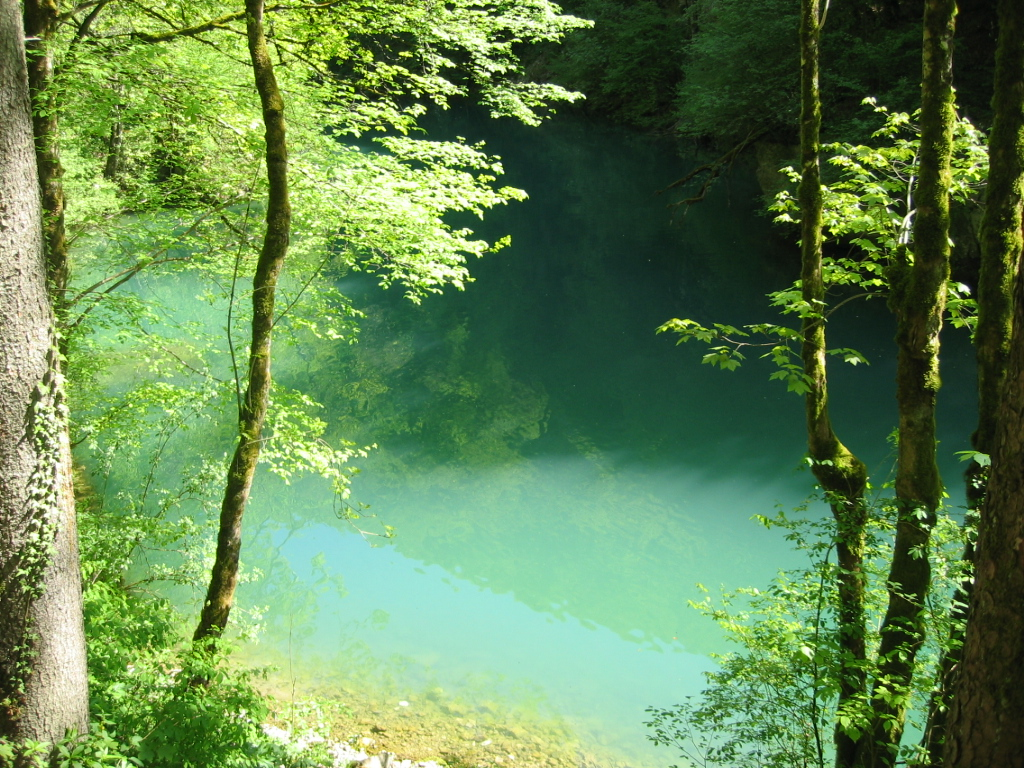

盧河（法語：Loue，法語發音：[lu]）是法國的河流，屬於伊勒河的支流，河道全長51公里，流域面積198平方公里，平均流量每秒2.91立方米，發源自圣伊里耶拉佩尔什，河口處在库洛尔附近。

## 外部連結
- http://www.geoportail.fr（页面存档备份，存于）